# Reptiliologia
Reptiliologia (łac. reptilio ‘czołgać się’, gr. lógos ‘nauka’) – nauka zajmująca się badaniem gadów (Reptilia). Wraz z batrachologią (nauką o płazach) tworzą herpetologię.
W ramach reptiliologii wyróżnia się chelonologię (naukę o żółwiach) oraz ofiologię (naukę o wężach).